# Pekan (district)
Pekan is een district in de Maleisische deelstaat Pahang.
Het district telt 111.000 inwoners op een oppervlakte van 3800 km².